# The Piano Lesson (film)
The Piano Lesson is een Amerikaanse dramafilm uit 2024, geregisseerd en mede geschreven door Malcolm Washington. De film is gebaseerd op het gelijknamig toneelstuk van August Wilson uit 1987. De hoofdrollen worden vertolkt door Samuel L. Jackson, John David Washington en Danielle Deadwyler.

## Verhaal
De film speelt zich af in 1936 in Pittsburgh, tijdens de Grote Depressie, en volgt het leven van de familie Charles in het huishouden van Doaker Charles en een erfstuk, de familiepiano, die versierd is met ontwerpen die zijn gesneden door een tot slaaf gemaakte voorouder.

## Rolverdeling
| Acteur                | Personage  |
| --------------------- | ---------- |
| Samuel L. Jackson     | Doaker     |
| John David Washington | Boy Willie |
| Danielle Deadwyler    | Berniece   |
| Ray Fisher            | Lymon      |
| Corey Hawkins         | Avery      |
| Michael Potts         | Wining Boy |

## Productie
In september 2015 kondigde Denzel Washington aan dat hij verfilmingen zou produceren van alle toneelstukken van August Wilson uit de Pittsburgh Cycle-serie. Fences en Ma Rainey's Black Bottom werden respectievelijk in 2016 en 2020 uitgebracht.
In april 2023 werd aangekondigd dat Malcolm Washington zijn debuut als regisseur en scenarioschrijver zou maken met de verfilming van The Piano Lesson, met zijn broer John David Washington, Samuel L. Jackson, Ray Fisher, Danielle Deadwyler, Michael Potts en Corey Hawkins in de hoofdrollen. John David Washington, Jackson, Fisher en Potts hernamen hun rollen uit de toneelproductie van het toneelstuk uit 2022. Washingtons vader, Denzel, produceert de film samen met Todd Black.

### Filmopnames
De filmopnames gingen van start in april 2023 in Atlanta. Het Pittsburgh Film Office uitte zijn teleurstelling dat de productie niet in de stad zou worden gefilmd, zoals eerdere Wilson-adaptaties.

## Release
The Piano Lesson ging op 31 augustus 2024 in première op het Filmfestival van Telluride en kreeg op 8 november 2024 een beperkte release in de Amerikaanse bioscopen, voordat hij op 22 november op Netflix werd uitgebracht. De film kreeg overwegend positieve kritieken van de filmcritici, met een score van 89% op Rotten Tomatoes, gebaseerd op 115 beoordelingen.

## Prijzen en nominaties
De belangrijkste:
| Jaar | Prijs                          | Categorie                | Genomineerde(n)    | Uitslag       |
| ---- | ------------------------------ | ------------------------ | ------------------ | ------------- |
| 2025 | Film Independent Spirit Awards | Beste debuutfilm         |                    | In afwachting |
| 2025 | Film Independent Spirit Awards | Beste bijrol             | Danielle Deadwyler | In afwachting |
| 2025 | Critics Choice Awards          | Beste vrouwelijke bijrol | Danielle Deadwyler | In afwachting |